# Charles Payson
Charles Payson (m. 1913), de Massachusetts, foi um diplomata dos Estados Unidos. Foi Secretário Adjunto de Estado entre 22 junho de 1878 a 30 de junho de 1881. Em 1881, o Secretário de Estado James G. Blaine tirou Payson do cargo para que seu filho, Walker Blaine, poderia assumir o cargo de Terceiro Secretário. Na época, Payson tornou-se Embaixador dos Estados Unidos na Dinamarca, ocupou o cargo entre 12 de agosto de 1881 a 23 de fevereiro de 1882. Fanny esposa de Payson, era a filha do governador de Wisconsin Cadwallader C. Washburn. Após o término de suas funções diplomáticas, a família de Payson passou a morar na Europa.